# Колоніарі Олександр Петрович
Олекса́ндр Петро́вич Колоніа́рі (нар. 28 листопада 1948, Маріуполь, Донецька область, УРСР) — український політик. Колишній народний депутат України. Член Народної партії і у минулому Партії регіонів. Почесний президент Асоціації підприємців «Центр ділового співробітництва» (Маріуполь). Член президії Ради Всеукраїнської профспілки народних депутатів України у Верховній Раді України (з жовтня 2002).

## Освіта
Ждановський металургійний інститут (1967–1972), інженер-металург, «Фізико-хімічне дослідження металургійних процесів». Донецький державний університет (1994), економіст, «Економічне і соціальне планування». Кандидат економічних наук.

## Кар'єра
- 1967 — робітник Ждановського металургійного заводу імені Ілліча.
- 1967—1972 — студент Ждановського металургійного інституту.
- 1972—1973 — служба в армії.
- 1974—1977 — інженер, старший інженер центральної заводської лабораторії, 1977–1979 — секретар партійної організації доменного цеху, 1979–1985 — начальник відділу технічного навчання, металургійного комбінату «Азовсталь».
- 1985—1988 — службове відрядження до Алжиру.
- 1988—1998 — начальник відділу, начальник управління кадрів, 1998—2002 — директор з персоналу, ВАТ «Металургійний комбінат «Азовсталь», м. Маріуполь.

Довірена особа кандидата на пост Президента України Віктора Януковича в ТВО № 56 (2004-2005). Був членом Політради Партії регіонів, головою Орджонікідзевської м. Маріуполя районної організації Партії регіонів (з 2001).

## Парламентська діяльність
Народний депутат України 4-го скликання з 14 травня 2002 до 25 травня 2006 за в.о. № 56 Донецької області від «За єдину Україну!», був директором із персоналу ВАТ «Азовсталь» (Маріуполь), член Партії регіонів. Член фракції «Єдина Україна» (травень — червень 2002), член фракції «Регіони України» (червень 2002 — січень 2005), позафракційний (12 — 21 січня 2005), член групи «Воля народу» (січень — березень 2005), член фракції ПППУ (березень — жовтень 2005), член фракції Політичної партії «Вперед, Україно!» (жовтень — листопад 2005), член групи Народного блоку Литвина (з листопада 2005). Член Комітету з питань боротьби з організованою злочинністю і корупцією (з квітня 2002).
Березень 2006 — кандидат в народні депутати України від Народного блоку Литвина, № 63 в списку. На час виборів: народний депутат України, член Народної партії.

## Сім'я
Одружений. Має двох синів.

## Нагороди
- Орден «Знак Пошани». Почесна грамота Кабінету Міністрів України (листопад 2003).